# Stephen Thrower
Stephen Thrower (nascut el 9 de desembre de 1963) és un músic i autor anglès.

## Carrera musical
El 1980, Thrower va formar el grup Possession amb Victor Watkins i Anna Virginia War i van publicar l'àlbum The Thin White Arms, Obtusely Angled At The Elbow, Methodically Dipping And Emerging el 1984.

### Coil
Després de comunicar-se mitjançant una sèrie de cartes, Thrower va treballar amb la banda Coil el 1984 i el 1985. A finals de 1987, Thrower es va convertir en un membre a temps complet de la banda. Va contribuir als àlbums Gold Is the Metal with the Broadest Shoulders, Love's Secret Domain, i Stolen & Contaminated Songs. Amb Coil, també va treballar en diverses bandes sonores, inclosa la banda sonora inèdita per a Hellraiser de Clive Barker, i va gravar la banda sonora de la pel·lícula de Derek Jarman, The Angelic Conversation; també va fer aparicions a les pel·lícules de Jarman, Caravaggio, The Last of England i Imagining October. Thrower va deixar Coil el 1992.

### Cyclobe
El projecte musical actual de Thrower és Cyclobe, amb Ossian Brown (un altre antic membre de Coil). Els seus dos primers àlbums, Luminous Darkness i The Visitors, van ser llançats al segell discogràfic, Phantomcode,mentre que la seva col·laboració amb Nurse with Wound, Paraparallelogrammatica, va ser emesa pel segell EUA Beta Lactam.
Com a Cyclobe, va escriure el tema musical per a Death Bed: The Bed That Eats de George Barry, i la primera pel·lícula de terror pakistanesa, Zibahkhana. El 2009, Thrower va aportar una partitura electrònica a la pel·lícula Down Terrace. L'any següent amb Cyclobe va llançar l'àlbum Wounded Galaxies Tap at The Window, juntament amb un senzill "The Eclipser" / "The Moths of Pre-Sleep" publicat per DOT DOT DOT Music. Thrower va contribuir amb una cançó d'obertura a l'àlbum Dark Night of the Soul de l'àlbum de Florian-Ayala Fauna de 2016 Dark Night of the Soul.

### Altres grups
Thrower també grava i actua amb The Amal Gamal Ensemble, i amb David Knight al grup UnicaZürn. L'àlbum debut d'aquest últim, Temporal Bends, va incloure obres d'art i una aparició convidada de Danielle Dax.

## Escriptura de pel·lícules
Thrower també és un autor publicat sobre cinema de terror i "off mainstream". El 1985, Thrower va començar a escriure crítiques per a la revista de terror britànica Shock Xpress abans de llançar el seu propi periòdic de cinema Eyeball el 1989. Thrower és autor de diverses obres d'història i crítica del cinema, com ara Beyond Terror: The Films of Lucio Fulci, The Eyeball Compendium, Nightmare USA: The Untold Story of the Exploitation Independents i els dos volums  Murderous Passions: The Delirious Cinema of Jesús Franco.